# Éditions du Boréal
 (mai 2021).
 (juin 2018).
Si vous disposez d'ouvrages ou d'articles de référence ou si vous connaissez des sites web de qualité traitant du thème abordé ici, merci de compléter l'article en donnant les références utiles à sa vérifiabilité et en les liant à la section « Notes et références ».
Pour les articles homonymes, voir Boréal et Boréal Express.
Les Éditions du Boréal sont une maison d’édition québécoise indépendante fondée en 1963 par une équipe d’historiens. D'abord appelées Éditions du Boréal Express (officiellement « La Compagnie du Boréal Express ltée ») puis renommées en 1997, elles ont progressivement accru et diversifié leur production éditoriale. Publiant aussi bien des livres d’histoire que des documents politiques, des essais, des romans, du théâtre ou de la littérature jeunesse, les Éditions du Boréal se sont imposées comme une des principales maisons d’édition de littérature générale, ont vu bon nombre de leurs auteurs couronnés par de prestigieux prix littéraires et plusieurs de ses titres faire l’objet de traductions en langues étrangères. 

## Historique
Peu après la fondation du Comité français pour l'indépendance du Québec notamment par Pierre Gravel, c'est à Trois-Rivières, le 18 mars 1963, que Gilles Boulet, prêtre, Pierre Gravel,  étudiant en histoire et sciences politiques à la Sorbonne, Jacques Lacoursière, professeur, Denis Vaugeois, historien, et Mgr Albert Tessier, cinéaste et historien, fondent les Éditions du Boréal Express. La maison se fait rapidement connaître avec son journal d'histoire du Canada, le Journal Le Boréal Express, périodique qui fut la seule publication de la maison pendant cinq ans. Il avait l'ambition dès sa parution en novembre 1962 d'être publié en 1966, puis en juin 1967 et enfin en 1970, par étapes. Tessier assume la fonction de président, Vaugeois et Lacoursière de vice-présidents, Gravel de trésorier, Gilles Boulet secrétaire administratif et Lévis Martin de directeur artistique.
A la suggestion de Denis Vaugeois, Claude Perrault est nommé agent des relations extérieures pour Boréal pour la région de Montréal.
Jean-Guy Béliveau participent aussi à la correction des épreuves du journal..
Jacqueline Morin s'occupe de la correspondance et Colette Pépin de la comptabilité.
Lévis Martin remet sa démission en mars 1967.
En 1968, l'éditeur se lance dans la publication de livres, et décide pour ce faire, sous l'impulsion de Denis Vaugeois, de publier le texte annoté de trois conférences prononcées par Maurice Séguin à Radio-Canada. Ce sera L'idée d'indépendance au Québec – Genèse et historique. Cet ouvrage inaugure la collection « 17/60 », nom choisi par Denis Vaugeois, qui précisera plus tard : « Je me disais : les gens vont faire le lien avec la collection “10/18”, alors qu'en vérité c'était un clin d'œil à l'année 1760. » À l'époque, les éditeurs qui publiaient des livres en histoire (principalement Fides) étaient surtout axés sur le lucratif secteur scolaire. D'emblée, les responsables des Éditions du Boréal Express décident de se consacrer à l'histoire, mais sans toucher le secteur scolaire.
En 1969 la secrétaire de Boréal express est Jacqueline Morin.
En 1972 les membres sont Claude Bouchard, Gilles Boulet, Hélène Bousquet, Jacques Lacoursière et Jean Provencher.
En 1974 parmi les actionnaires on retrouve outre Denis Vaugeois, René Bouchard, ethnologue à l'Université Laval, Hélène Bouquet, Jean-Pierre Bousquet, avocat, et François Bousquet.
En 1977, quand Denis Vaugeois quitte le poste d'éditeur, la maison compte 54 titres à son catalogue. Elle s'est fait connaître comme lieu d’affirmation d'une nouvelle historiographie québécoise.
Happé par la politique, Denis Vaugeois quitte le Boréal Express et en confie les rênes à Antoine Del Busso, à qui se joignent d'abord Pascal Assathiany, puis François Ricard et Jacques Godbout. La maison s'ouvre alors aux sciences humaines et aux sciences politiques en particulier, tout en conservant un important secteur historique sous la gouverne de Paul-André Linteau. Paraissent donc des ouvrages qui rendent compte non plus seulement du Québec d'hier, mais du Québec en devenir.
En 1981, le Boréal Express publie une première œuvre de fiction. Il s'agit du Canard de Bois, de Louis Caron. Paraîtront durant les années suivantes des romans ou des essais de Gilles Archambault, Jacques Brault, Jacques Godbout, Fernand Ouellette, etc.
En 1984, François Ricard fonde sa collection d'essais Papiers collés, qui rassemblera au cours des ans, entre autres noms, ceux de Jean Larose, Yvon Rivard, Pierre Vadeboncœur et Margaret Atwood. La même année paraît l'autobiographie de Gabrielle Roy, La Détresse et l'Enchantement. 
C'est à cette période également que le Boréal s'ouvre sur le monde. Il publie des traductions, bien sûr, surtout du Canada anglais, mais aussi des coéditions avec des maisons françaises (Le Seuil, L'Olivier, Denoël, Grasset, la Découverte) et accorde de très nombreuses cessions de droits à l'étranger.
En 1987, la maison abandonne le qualificatif Express dans son nom. En 1988, elle publie Le Dictionnaire du cinéma québécois.

## L'édition en comité
À l’image de quelques grandes maisons européennes, le Boréal confie ses choix éditoriaux à un comité. Cela se reflète dans le catalogue de la maison, ouvert à différentes esthétiques, à une pluralité d’orientations politiques ou idéologiques.  
En 1989, Pascal Assathiany devient directeur général et, en 1990, le comité éditorial accueille Jean Bernier, qui devient directeur littéraire. Cette époque voit également une augmentation sensible de la production, qui dépasse les 70 nouveautés dès 1990. Le Boréal publie désormais dans tous les genres, sauf celui du manuel scolaire, du livre pratique et de la para-psychologie. Cela s'est traduit par la multiplication des collections : en 1988, la maison lançait la collection de rééditions en format intermédiaire “Boréal compact”, qui a fait paraître en vingt-cinq ans plus de 270 titres et où l’on retrouve aujourd’hui une bonne partie du fonds littéraire. Depuis 1989 existe aussi un important secteur jeunesse avec les collections « Junior », « Inter » et « Maboul ». 
Cinquante ans après sa fondation, le Boréal compte près de 2000 titres à son catalogue et a publié quelques-uns des plus grands noms de la littérature québécoise : Anne Hébert, Gabrielle Roy, André Langevin, Gilles Vigneault, Marie-Claire Blais, Fernand Dumont, tandis que toute une génération d'écrivains donne forme à la sensibilité contemporaine : Suzanne Jacob, Robert Lalonde, Monique Proulx, Hélène Monette, Louis Hamelin, Ying Chen, Dany Laferrière (Prix Medicis pour L’Énigme du retour). Toutefois, le Boréal reste particulièrement à l’écoute de la relève et publie chaque année des jeunes auteurs qui en sont à leur premier livre. Enfin, la maison accueille également en traduction plusieurs écrivains du Canada anglais, dont Neil Bissoondath, Michael Ondaatje, Alice Munro (Prix Nobel de Littérature), Margaret Atwood, Charles Taylor et Mordecai Richler.